# Västafrikansk tid
|  | CVT          | Kapverdisk tid                                                 | UTC−1 |
|  | GMT          | Greenwichtid                                                   | UTC±0 |
|  | WAT          | Västafrikansk tid                                              | UTC+1 |
|  | CAT EGY SAST | Centralafrikansk tid Egyptisk normaltid Sydafrikansk normaltid | UTC+2 |
|  | EAT          | Östafrikansk tid                                               | UTC+3 |
|  | MUT SCT      | Mauritisk tid Seychellisk tid                                  | UTC+4 |

Västafrikansk tid, eller WAT (West Africa Time) är en tidszon som används i västra och centrala Afrika. Zonen är en timme före UTC (Coordinated Universal Time) (UTC+01), vilket gör att den sammanfaller med centraleuropeisk tid (CET) när denna inte observerar sommartid. Trots namnet  använder länderna väster om Benin inte WAT utan UTC.
Eftersom tidszonen huvudsakligen ligger nära ekvatorn förändras inte dagslängden nämnvärt över året.
Västafrikansk tid används i följande länder:
- Algeriet (som Centraleuropeisk tid)
- Angola
- Centralafrikanska republiken
- Ekvatorialguinea
- Gabon
- Kamerun
- Kongo-Brazzaville
- Kongo-Kinshasa (endast den västra delen)
- Marocko (som Centraleuropeisk tid)
- Niger
- Nigeria
- Tchad
- Tunisien (som Centraleuropeisk tid)